# Montemaggiore Belsito vasútállomás
Montemaggiore Belsito vasútállomás egy vasútállomás Olaszországban, Szicília régióban, Palermo megyében, Montemaggiore Belsito településen. Forgalma alapján az olasz vasútállomás-kategóriák közül a bronz kategóriába tartozik.

## Vasútvonalak
Az állomást az alábbi vasútvonalak érintik:
- Palermo–Agrigento–Porto Empedocle-vasútvonal